# Phomopsis brachyceras
Phomopsis brachyceras är en svampart som beskrevs av Grove 1935. Phomopsis brachyceras ingår i släktet Phomopsis och familjen Diaporthaceae.   Inga underarter finns listade i Catalogue of Life.